# Kaiya terama
Kaiya terama is een spinnensoort uit de familie Gradungulidae. De soort komt voor in New South Wales, Australië en is de typesoort van het geslacht Kaiya.